# 直江木導
直江 木導（なおえ もくどう、寛文6年8月14日（1666年10月1日） - 享保8年6月22日（1723年7月23日））は、江戸時代前期から中期にかけての俳人、近江蕉門。名は光任、阿山人とも号す。近江国彦根藩士。

## 生涯
寛文6年（1666年）に彦根藩士の上松氏に生まれ、直江氏の養子となり光任と名乗り、享保8年6月22日（1723年7月23日）に死去した。自身の句集「水の音」において「はせを庵（芭蕉庵）の松の扉をたたき、翁の流を五老井（森川許六）と共に汲つくす事三十年」とあり、芭蕉が江戸深川の芭蕉庵にいた後に入門したと考えられ、具体的には元禄5年～7年（1692年～1694年）頃に蕉門に入った最晩年の弟子の一人である。
森川許六が記した「風俗文選 作者列傳」において、木導について「江州（近江）亀城（彦根城）の武士。（姓は）直江氏。阿山人と号す。蕉門の英才。師松尾芭蕉が木導を「奇異の逸物」と称した」紹介している。江戸後期に葎甘介我が記した「風俗文選犬註解」において、木導の家の名木は（彦根藩）家中一番の初桜で、春ごとに花見の席が設けられると書かれ、庭内に藩一番の巨桜を持つ木導は相応の位の武士であった推測される。
句集「水の音」は木導発句359・独吟歌仙1を収められ、木道の発句「春風や 麦の中行く 水の音」に因み命名された。この句は李由・許六撰の句集「宇陀の法師」に「景曲（景色・情景などをありのままに表した）句」として選ばれた。師芭蕉から「景曲の後代の手本たるべし」と激賞され、褒美に「かけろふいさむ華の糸口」と云脇され、許六等も賞揚し、当時一躍名声を博した。句集は、享保8年（1723年）死去する1ヶ月に送稿された。

## 著作
- 句集「水の音」

- 代表作（句）

春風や 麦の中行く 水の音
白水の 流も寒き 落葉哉
さびしさや 尻から見たる 鹿のなり
指折の これや家中の はつさくら
雛賣の ほめて通るや 初櫻